# Scisto calcinato
Scisto calcinato è il termine merceologico con cui si indica il residuo della torrefazione di scisti argillosi, in particolare quelli impregnati di bitume (scisto bituminoso) utilizzato come aggiunta minerale al cemento.
Come aggiunta viene contrassegnato dalla UNI EN 197-1 con la lettera T.

## Produzione
Questo materiale viene prodotto in un forno speciale ad una temperatura di circa 800 °C.

## Proprietà
A causa della composizione del materiale naturale e del processo di produzione, lo scisto calcinato contiene fasi di clinker, soprattutto silicato bicalcico e alluminato monocalcico.
Contiene inoltre proporzioni più elevate di ossidi pozzolanicamente reattivi, specialmente SiO2 e percentuali minori di altri componenti come la CaO libera e il solfato di calcio.
Di conseguenza, uno scisto calcinato, macinato finemente possiede, come il cemento Portland, proprietà idrauliche pronunciate nonché un comportamento pozzolanico.

## Resistenza a compressione
Lo scisto calcinato una volta macinato finemente deve garantire una resistenza a compressione a 28 giorni non inferiore a 25 MPa.
Questa prova viene effettuata secondo le disposizioni della norma EN 196-1 preparando un provino di malta contenente solo scisto calcinato invece del cemento.
Il provino deve essere sformato dopo 48 h e successivamente fatto maturare in ambiente umido (UR≥90%) prima della prova.

## Tipi di cemento allo scisto calcinato
Secondo la UNI EN 197/1 i tipi di cemento che contengono scisto calcinato sono:
- cemento Portland allo scisto calcinato:
  - CEM IIA-T: scisto calcinato: 6-20%;
  - CEM IIB-T: scisto calcinato: 21-35%;